# القوات المسلحة البرتغالية
القوات المسلحة للبرتغال، والمعروفة عموما باسم القوات المسلحة البرتغالية (Forças الحشود Portuguesas) تشمل البحرية (مارينيا)، الجيش(Exército) والقوة الجوية (Força العسكرية الجوية). يعتبر رئيس البرتغال هو القائد الأعلى الرسمي للقوات المسلحة ولكن في الواقع تخضع لسلطة الحكومة البرتغالية من خلال وزير الدفاع الوطني.
واتهم القوات المسلحة البرتغالية البرتغال مع حماية سيادة ومصالح، ودعم جهود حفظ السلام الدولية. والقوات المسلحة لإحدى الدول المؤسسة لحلف الناتو، فقد تم العسكرية البرتغال مشاركا نشطا منذ عام 1955.
وشملت العمليات الأخيرة تقوم بدوريات في خليج عدن وقبالة سواحل الصومال (منذ 2009)، والحرب في أفغانستان (منذ 2005)، والتدخل في شرق تيمور (1999-2004)، في غينيا بيساو (1990 و1998 و1999)، وأنغولا (1992) والمستمرة مسؤوليات حفظ السلام في البلقان ولبنان. تتم المحافظة على القواعد في جميع أنحاء البرتغال، سواء في البر وأرخبيلات ماديرا وجزر الأزور.

## التاريخ

### المنشأ
تاريخ الجيش البرتغالي يبدأ مع استقلال البرتغال من مملكة ليون. وكان زعيم التمرد مثل هذه أفونسو هنريكيس الكونت (لاحقا الملك الفونسو الأول) التي كانت قد ورثت مقاطعة الثاني من البرتغال (كوندادو Portucalense) وتمكنت من السيطرة عليه بعد فوزه على والدته، الكونتيسة تيريزا. وكان البرتغال دورا مهما في إعادة الغزو هزيمة الموريسكيين وإعطاء البلاد الجانب الجغرافي الراهن، وهو الإنجاز الذي تحقق على يد الملك ألفونسو الثالث. ومع ذلك كان دافع أيضا عن الحدود ضد الطموحات السياسية للمملكة ليون وقشتالة.

### الحرب العالمية الأولى

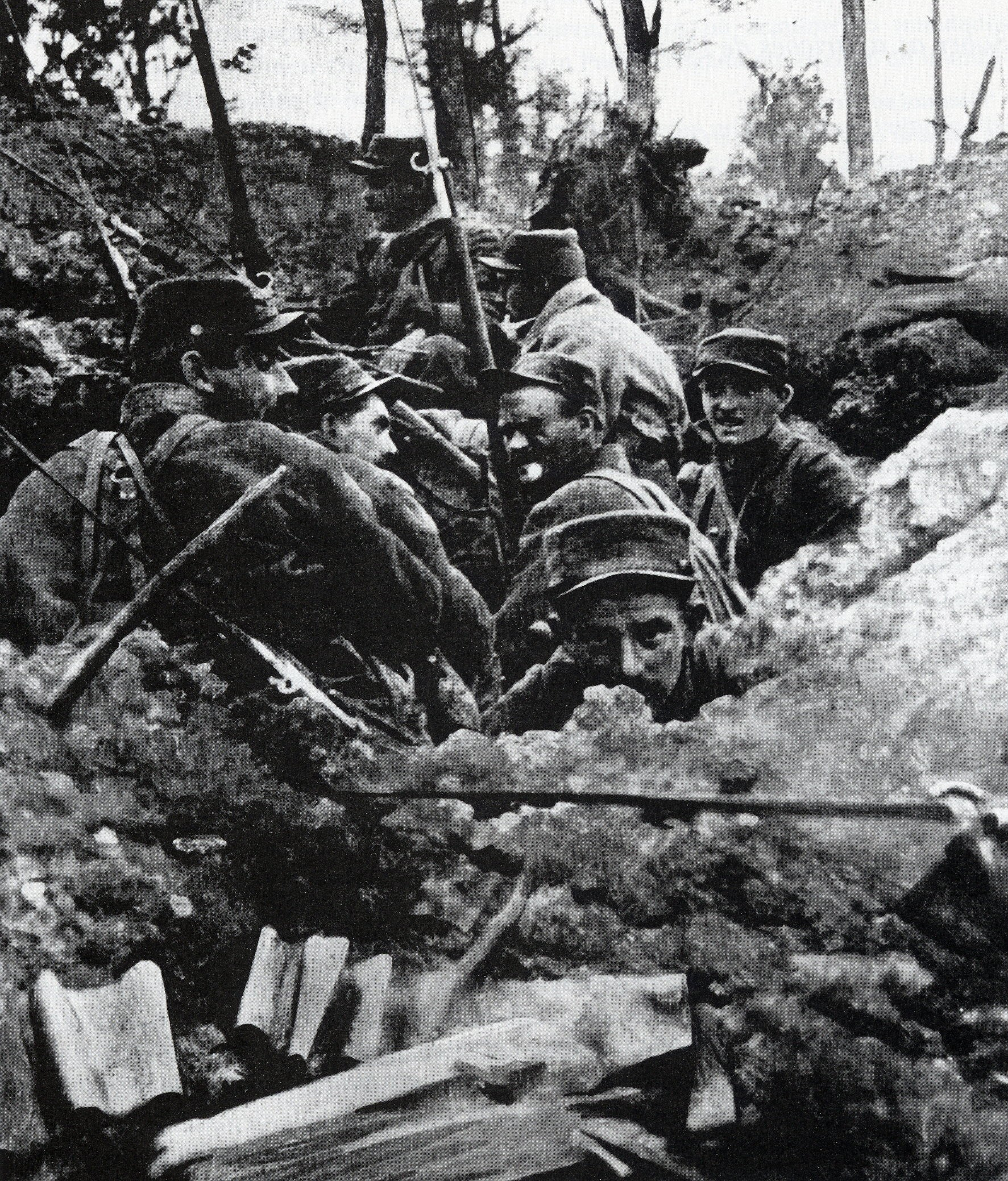
جنود فرنسيون الراسخة خلال الحرب العالمية الأولى، في بلجيكا، 1914.

أكثر من عام بعد الحرب في أوروبا اندلعت، أمرت حكومة البرتغال الاستيلاء على السفن راسية في موانئ الألمانية البرتغالية بناء على طلب البريطانيين، مما أدى إلى إعلان الحرب من قبل ألمانيا. تم تشكيل فيلق مشاة البرتغالية (هيئة المناطق Expedicionário البرتغالية، CEP) في Tancos، التي تتألف من 30000 جندي تحت قيادة دي ماتوس العام نورتون. تقرر دمج CEP في القوة الاستطلاعية البريطانية (BEF). وصلت طلائع القوات البرتغالية في فرنسا بحلول فبراير من عام 1917. كما أرسل سلاح المدفعية البرتغالية لرجل البطاريات الفرنسية، التي بدأت عملها بحلول مارس 1918.
سوف نرى CEP عمل رئيسية في معركة ليز لا، لأنه أصبح معروفا في البرتغال أو عملية جورجيت / معركة Estaires للبريطانيين. شعبة البرتغالي 2 قاتلوا ضد أعداد ألمانيا متفوقة ورغم أنه خسر تماما تقريبا وحدة، والبرتغالية على قاتل. خاضت القوات البرتغالية في أفريقيا أيضا، ويرجع ذلك إلى المستعمرات من أنغولا وموزامبيق على الحدود مع الأراضي الألمانية.

### الحرب الهندية البرتغالية (1961)
وشاركت وحدات من الجيش والبحرية البرتغالية في نزاع مسلح مع الهند، وأثناء غزو خارجي من الجيوب البرتغالية في الهند من قبل قوة من 45000 من الجنود الهنود، والسفن القتالية 8 و42 طائرة قتالية. وتألفت لنشر اللغة البرتغالية في غوا من 3300 جندي برتغالي بما في ذلك الميليشيات الجواني 900. البرتغال ليس لديها موارد القوة الجوية في غوا، إلى جانب طائرتين مدنيتين الذي تمكن من اجلاء المدنيين في ليلة 18 ديسمبر كانون الأول ومنسقة من قبل الوحدات الصغيرة البرتغالية الإناث المظليين جوا من لشبونة على المدنيين سوبر كونستليشن على 17. من سلوبات four البحرية البرتغالية—المفدال وأفونسو دي البوكيرك، وبارتولوميو دياس المفدال، وجواو دي لشبونة المفدال والحزب القومى الدينى غونسالفيس زاركو—التي كانت نشرت للقيام بدوريات في المياه قبالة المستعمرات البرتغالية في الشرق الأقصى، واحدة فقط، وأفونسو NRP كان قد تم نشر دي البوكيرك، إلى الهند البرتغالية. تم نشر سلوبات أخرى في تيمور، وماكاو في النزاعات الأفريقية التي كانت قد بدأت قبل 8 أشهر من الغزو. تم وضع جميع التعزيزات المحتملة بحرية على بعد آلاف الأميال من غوا. وقد كلف سلوبات في عام 1935، ويجري تصميمها لبعثات دورية طويلة المدى، وبعد الاستقلال كبيرة ولكن السرعات البطيئة والتسليح أقل من فرقاطات المستخدمة من قبل البرتغال في أسطول المحيط الأطلسي لها، وأفونسو دي البوكيرك NRP كانت السفينة المهجورة مكافحة تستخدم لأغراض دورية. أنه كان مسلحا مع أربع بنادق 120 ملم قادرة على طلقتين فقط للدقيقة الواحدة، وأربعة مسدسات أوتوماتيكية إطلاق السريع [2] وبالإضافة إلى وجود نسبة تفوق البرتغالي في غوا، كانت السفن الهندية فرقاطات جديدة، وتقديم مزيد من التشرد، ومجهزة الحديثة والتسلح سرعة أكبر. من السفن التجارية الخمسة في غوا، واحدة على الأقل، الحارس، أصيب بنيران هندية. وتم تزويد الطائرة دورية (Lancha دي Fiscalização) مع واحد رشاشة لكل منهما. وكانوا جميعا من الطبقة Anthares وجود طاقم من ستة، واحد في المتمركزة غوا (سيريوس)، وآخر في ديو (فيغا) واحد في Damão (Anthares) ؛ تم فصل الجيوب من قبل مئات الأميال.
بعد 36 ساعة من الصراع المنخفض الحدة، الحاكم البرتغالي، استسلم الجنرال مانويل أنطونيو Vassalo ه سيلفا للجيش الهندي. وقتل 31 جنديا البرتغالية في العمل. أخذت 4668 من أفراد القوات المسلحة البرتغالية أسرى الحرب، وأطلق سراحه بعد ستة أشهر. [3]
ورأى فقط أفونسو دي البوكيرك NRP في غوا والحرفية دورية فيغا في ديو إجراءات ضد البحرية الهندية، ودورية صدر سيريوس حرفة غير صالحة للاستعمال، وهرب من Anthares Damão إلى كراتشي. ولحقت أضرار بالغة أفونسو دي البوكيرك أثناء القتال، إلا أنها ألحقت الضرر على اثنين من اربع فرقاطات الهندي الذي كانوا يطلقون عليه. انتهت المعركة بعد أن الشاطئ على السفينة الشراعية ونفدت الذخيرة، بعد أن أطلقت أكثر من 400 طلقة في أسطول الغازية. 5 أفراد البرتغالية لقوا مصرعهم و13، بما في ذلك ربان السفينة، وأصيب في العملية. [4] وفي الدفاع عن ديو، وفيغا وعلى متنها طاقم من 6، واجهت دائرة الهجرة والتجنيس نيودلهي، طراد معركة مع أكثر من 1200 الطاقم، بالإضافة إلى هجمات مختلفة من القوة الجوية الهندية القاذفات النفاثة كانبيرا به وحده من أسلحة رشاشة للدفاع. وقتل القبطان وبحار بعد الضربات المختلفة من Canberras الهندي.

### المستعمرة الحرب

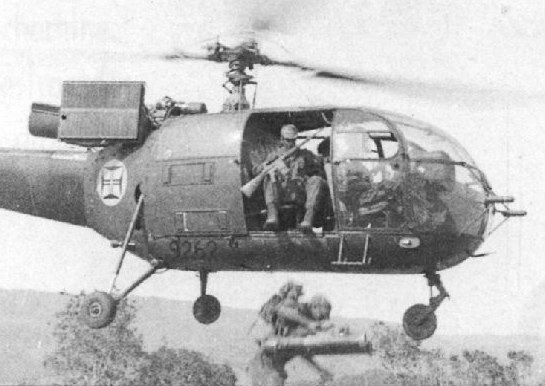
القوة الجوية هليكوبتر تعمل في المسرح الأفريقي خلال الحرب.

وقد حارب المستعمرة البرتغالية الحرب (غيرا المستعمرة)، المعروف أيضا باسم الحرب وراء البحار (Ultramar) في البرتغال أو في المستعمرات السابقة وحرب التحرير (غيرا دي Libertação)، وبين الجيش البرتغالي والحركات الناشئة القومية في المستعمرات البرتغالية الأفريقية بين عامي 1961 و1974. كان صراع أيديولوجي حاسم والصراعات المسلحة في الحرب الباردة في أفريقيا (البرتغالية أفريقيا والدول المحيطة) والسيناريوهات الأوروبية (البر البرتغال). على عكس الدول الأوروبية الأخرى، إلا أن النظام لم يترك البرتغالي مستعمراتها الأفريقية أو المقاطعات في الخارج (províncias ultramarinas)، خلال 1950s و1960s. كان خلال هذه الفترة أن مختلف الحركات الاستقلالية المسلحة، وأبرزها التي تقودها الأحزاب الشيوعية الذين تعاونوا تحت مظلة CONCP والجماعات المؤيدة الولايات المتحدة، وأصبح ناشطا في هذه المجالات، وأبرزها في أنغولا وموزامبيق وغينيا البرتغالية. وعندما انتهت الحرب البرتغالية صغار ضباط الجيش أطاح النظام في انقلاب غير دموي. هذا أدى لاحقا إلى استقلال جميع المستعمرات البرتغالية.
تمركزت القوات المسلحة البرتغالية في ماكاو حتى عام 1974، على الرغم من ماكاو ظلت تحت الإدارة البرتغالية حتى عام 1999.

### التاريخ الحديث

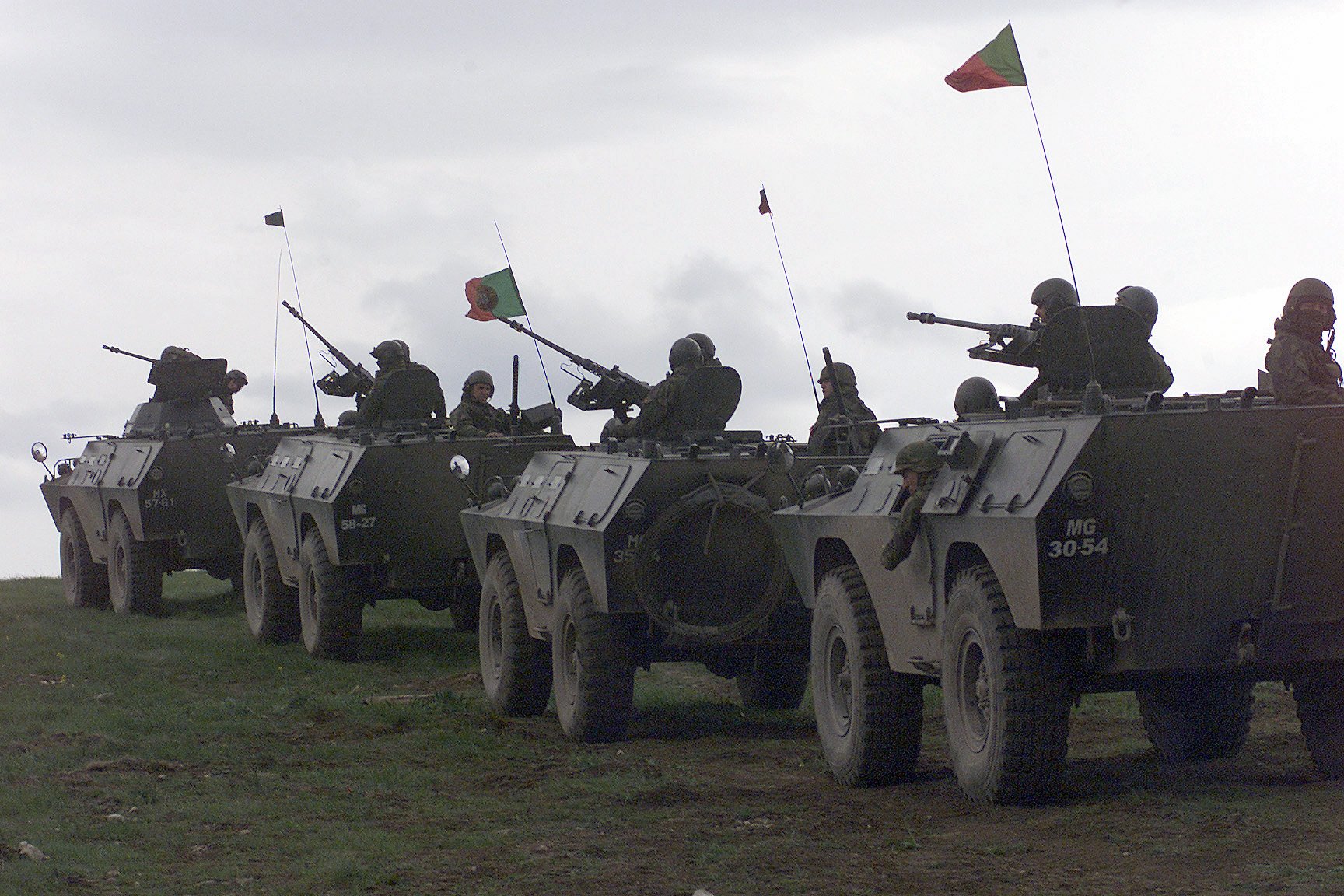
الجيش Chaimite العربات المدرعة في البوسنة.

بعد الفترة الانتقالية conturbed بين 1974 و1975، أصبحت البرتغال دولة ديمقراطية. وقال إن الإصلاحات على الهيكل العسكري ثم ابدأ للتأكد من أنها تفي بمتطلبات لصراع الحرب الباردة ممكن.
وأدلى بين عامي 1975 و2007 عدة تغييرات رئيسية. وأنشئت وزارة الدفاع الذي سيكون مسؤولا عن الفروع الثلاثة على الرغم من أن الجيش رسميا رئيس البرتغال سيكون القائد الأعلى للقوات المسلحة. تم حل العديد من الوحدات مع نهاية الحرب الاستعمارية (المشاة في المقام الأول) منذ لم تعد هناك حاجة القوى العاملة عالية وعقيدة حرب العصابات ومكافحة التغيير إلى واحد أكثر تقليدية. انتهت التجنيد للجيش والبحرية في عام 2004 بينما كان المهنية للقوات الجوية بعض الوقت قبل.
وستنقل المظليين (Tropas Páraquedistas) من القوات الجوية للجيش في عام 1994 وسيتم حلها المغاوير (المغاوير) فقط على أن يعاد في عام 2002. ولكن بعد أربع سنوات سينضم هاتين الوحدتين الخاصة تحت لواء نفسه جنبا إلى جنب مع قوات العمليات الخاصة (Operações Especiais).
سيطلق على الشرطة العسكرية وشرطة الجيش (Policia لا Exercito) والفرعين الآخرين سيحصلون على وحدة مكافئة، والشرطة الجوية (Policia العسكرية الجوية) والشرطة البحرية (Policia البحرية)، في القوات الجوية والبحرية على التوالي. في عام 1992 تم إنشاء الطيران البحرية (Aviação البحرية) وحدة لإعطاء مزيد من الكفاءة في اسطول مراقبة السواحل والدوريات البحرية.

## القوة الحالية
وقد أدت مشكلات البلاد المالية، والتدريب البدني المكثف جدا واستمرار الافتقار إلى إرادة الحكومات والوزراء وزير الدفاع البرتغالي لقوات مسلحة القدرة أدناه. الاحتراف له أن يؤدي إلى خفض إجمالي في 30000 رجال في جميع الفروع الثلاثة، والعسكرية البرتغالية تتولى منصب 72 في المقارنة الدولية في مجال القوى العاملة.
حاليا عدد القوات العسكرية البرتغالية 44900 مع الغالبية العظمى من القوى العاملة المخصصة للجيش على الرغم من أن رئيس هيئة الأركان، الجنرال خوسيه راماليو، فقد سبق أن هناك حاجة إلى مزيد من الرجال.
وقد تولى مؤخرا سياسة الدفاع سيضطلع أن معظم عمليات كبيرة في إطار حلف شمال الأطلسي والأمم المتحدة والاتحاد الأوروبي أو الولايات. تيمور الشرقية وكوسوفو وأفغانستان كلها أمثلة؛ حجم مشاركة كبيرة بعمل عسكري للقوات المسلحة البرتغالية الدخول وحده كان الصراع في الخارج (1961-1974). رغم ذلك قامت قوات المسلحة البرتغال إنفاذ السلام والبعثات الإنسانية بمفردها في غينيا بيساو (1990، 1998، و1999) وأنغولا (1992).
وقد تم استيفاء جميع البعثات الدولية المخصصة للجيش دون قيود. وبدأ القانون Programation العسكرية (لي دو Programação Militar) في عام 2002 لبدء التحديث الكامل للقوات المسلحة؛ reequipment كبيرة من الجيش بدأت في عام 2003، مع وزير الدفاع باولو بورتاس وزير، الذين تمكنوا من الحصول على طائرات هليكوبتر جديدة (الجيش والقوات الجوية)، والغواصات، IFV (الجيش والبحرية) وفرقاطات وزوارق دورية تابعة للبحرية. فشل المفارقات واحدة من أهم القضايا، واستبدال الأسلحة النارية الخفيفة، وخلال ولايته بسبب الجنود على التشبث بها المقاطع رخيصة وموثوق بها للغاية وكوخ G3، الذي أدلى به INDEP (المصنع البرتغالية العسكرية) في البرتغال. الحكومة الحالية بدأت أيضا reequipment مع شراء الدبابات معركة جديدة في أوائل عام 2008، و2A6 ليوبارد وناقلات الجند المدرعة الجديدة، Pandur الثاني.

## وصلات خارجية
- Portuguese Ministry of Defense
- Portuguese Armed Forces Chief of Staff
- Portuguese Army
- Portuguese Air Force
- Portuguese Navy